# Glacier Vallot
Pour les articles homonymes, voir Vallot.
Le glacier Vallot est un glacier situé sur la Grande Terre, l'île principale des îles Kerguelen dans les Terres australes et antarctiques françaises (TAAF).

## Toponymie
Le glacier apparaît en 1889 sous le nom de Zeye-Gletscher sur une carte de la Gazelle, d'après un officier allemand du navire.
En 1915, il est nommé glacier Belot sur la carte no 2951 de la Marine nationale. En 1961-1962, il est renommé glacier Vallot, par le glaciologue Albert Bauer, pour rendre hommage au géographe et alpiniste Joseph Vallot et son cousin l'ingénieur et cartographe Henri Vallot.

## Géographie
Le glacier alimente le lac Vallot par sa branche la plus au nord et indirectement le lac Naumann Inférieur par celle au sud.